# Challenge du Prince
La Challenge du Prince (en español: Campeonato del Príncipe; también llamado: Challenge du Prince Héritier Moulay El Hassan (en español: Campeonato del Príncipe Heredero Moulay Hassan)) es el nombre de tres carreras ciclistas profesionales de un día, agrupadas bajo un mismo nombre común, que se disputan en Marruecos, desde el primer viernes del mes durante tres días consecutivos. Toma su nombre de Moulay Hassan, el hijo mayor del rey Mohammed VI de Marruecos y el príncipe heredero de Marruecos.
Creadas en 2010 todas ellas están encuadradas dentro del UCI Africa Tour, dentro de la categoría 1.2 (última categoría del profesionalismo).
Están organizadas por la Federación de Marruecos de Ciclismo.

## Carreras
Desde sus inicios se han denominado de la misma manera disputándose en el mismo orden:
- Trophée Princier (Trofeo Príncipe)[1]
- Trophée de l'Anniversaire (Trofeo del Aniversario)[2]
- Trophée de la Maison Royale (Trofeo de la Casa Real)[3]

## Palmarés

### Trophée Princier
| Año       | Ganador              | Segundo                 | Tercero             |
| --------- | -------------------- | ----------------------- | ------------------- |
| 2010      | Roberto Richeze      | Abdelbasset Hannachi    | Azzedine Lagab      |
| 2011      | Azzedine Lagab       | Philipp Mamos           | Abdelmalek Madani   |
| 2012      | Tarik Chaoufi        | Abdelmalek Madani       | Essaïd Abelouache   |
| 2013      | Adil Jelloul         | Rafaâ Chtioui           | Mouhssine Lahsaini  |
| 2014      | Abdelati Saadoune    | Ismail Ayoune           | Adnane Aarbia       |
| 2015      | Salah Eddine Mraouni | Essaïd Abelouache       | Anass Aït El Abdia  |
| 2016      | Thomas Vaubourzeix   | Said Bdadou             | Abdellah Hida       |
| 2017      | Thomas Vaubourzeix   | Essaïd Abelouache       | Ahmet Akdilek       |
| 2018      | No se disputó        | No se disputó           | No se disputó       |
| 2019      | Jayde Julius         | Clint Hendricks         | Oussama Khafi       |
| 2020-2021 | No se disputó        | No se disputó           | No se disputó       |
| 2022      | Achraf Ed Doghmy     | Oussama Khafi           | Lahcen Saber        |
| 2023      | Lukáš Kubiš          | Nasser Eddine Maatougui | El Houcaine Sabbahi |

### Trophée de l'Anniversaire
| Año       | Ganador                  | Segundo              | Tercero                  |
| --------- | ------------------------ | -------------------- | ------------------------ |
| 2010      | Mohammed Said El Ammouri | Azzedine Lagab       | Adriano Angeloni         |
| 2011      | Volodymyr Bileka         | Tarik Chaoufi        | Youcef Reguigui          |
| 2012      | Reda Aadel               | Adil Jelloul         | Tarik Chaoufi            |
| 2013      | Rafaâ Chtioui            | Adil Jelloul         | Yousef Mirza Bani Hammad |
| 2014      | Mouhssine Lahsaini       | Tarik Chaoufi        | Essaïd Abelouache        |
| 2015      | Essaïd Abelouache        | Salah Eddine Mraouni | Anass Aït El Abdia       |
| 2016      | Soufiane Sahbaoui        | Mounir Makhchoun     | Mohcine El Kouraji       |
| 2017      | Umberto Marengo          | Ahmed Amine Galdoune | Charlie Meredith         |
| 2018      | No se disputó            | No se disputó        | No se disputó            |
| 2019      | Youcef Reguigui          | Elchin Asadov        | Clint Hendricks          |
| 2020-2021 | No se disputó            | No se disputó        | No se disputó            |
| 2022      | Nasser Eddine Maatougui  | Adil El Arbaoui      | Achraf Ed Doghmy         |

### Trophée de la Maison Royale
| Año       | Ganador              | Segundo              | Tercero            |
| --------- | -------------------- | -------------------- | ------------------ |
| 2010      | Adriano Angeloni     | Carlos Torrent       | Abdelati Saadoune  |
| 2011      | Vladislav Borisov    | Youcef Reguigui      | Tarik Chaoufi      |
| 2012      | Abdelati Saadoune    | Tarik Chaoufi        | Reda Aadel         |
| 2013      | Maher Hasnaoui       | Mathieu Perget       | Soufiane Haddi     |
| 2014      | Tarik Chaoufi        | Salaheddine Mraouni  | Mohamed Er Rafai   |
| 2015      | Anass Aït El Abdia   | Tarik Chaoufi        | Abdelati Saadoune  |
| 2016      | Mouhssine Lahsaini   | Thomas Vaubourzeix   | Mohcine El Kouraji |
| 2017      | Ahmed Amine Galdoune | Matthias Legley      | Soufiane Sahbaoui  |
| 2018      | No se disputó        | No se disputó        | No se disputó      |
| 2019      | Youcef Reguigui      | Jayde Julius         | Elchin Asadov      |
| 2020-2021 | No se disputó        | No se disputó        | No se disputó      |
| 2022      | Adil El Arbaoui      | Mohammed Saaoud      | Scott David        |
| 2023      | Youcef Reguigui      | Salah Eddine Mraouni | Ibrahim Essabahy   |

### Gran Premio del Trono
| Año  | Ganador     | Segundo         | Tercero          |
| ---- | ----------- | --------------- | ---------------- |
| 2023 | Lukáš Kubiš | Youcef Reguigui | Achraf Ed Doghmy |

## Palmarés por países
| País       | Victorias |
| ---------- | --------- |
| Marruecos  | 5         |
| Francia    | 2         |
| Argentina  | 1         |
| Argelia    | 1         |
| Sudáfrica  | 1         |
| Eslovaquia | 1         |

| País      | Victorias |
| --------- | --------- |
| Marruecos | 6         |
| Ucrania   | 1         |
| Túnez     | 1         |
| Italia    | 1         |
| Argelia   | 1         |

| País      | Victorias |
| --------- | --------- |
| Marruecos | 6         |
| Argelia   | 2         |
| Rusia     | 1         |
| Italia    | 1         |
| Túnez     | 1         |

| \| País \| Victorias \| \| ---------- \| --------- \| \| Eslovaquia \| 1 \| |           |
| País                                                                        | Victorias |
| Eslovaquia                                                                  | 1         |

## Estadísticas

### Victorias de carreras por países
| País       | Victorias |
| ---------- | --------- |
| Marruecos  | 17        |
| Argelia    | 4         |
| Túnez      | 2         |
| Francia    | 2         |
| Italia     | 2         |
| Eslovaquia | 2         |
| Argentina  | 1         |
| Ucrania    | 1         |
| Rusia      | 1         |
| Sudáfrica  | 1         |